# Diocesi di Yola
La diocesi di Yola (in latino: Dioecesis Yolaënsis) è una sede della Chiesa cattolica in Nigeria suffraganea dell'arcidiocesi di Jos. Nel 2022 contava 203.000 battezzati su 4.397.000 abitanti. È retta dal vescovo Stephen Dami Mamza.

## Territorio
La diocesi comprende la maggior parte dello Stato nigeriano di Adamawa, ad eccezione di 5 local government areas nell'estremo nord dello stato, che appartengono alla diocesi di Maiduguri.
Sede vescovile è la città di Yola, dove si trova la cattedrale di Santa Teresa (St. Theresa).
Il territorio della diocesi si estende su 36.917 km² ed è suddiviso in 100 parrocchie.

## Storia
La prefettura apostolica di Yola fu eretta il 14 luglio 1950 con la bolla Ad evangelizationis di papa Pio XII, ricavandone il territorio dalla diocesi di Buéa e dalle prefetture apostoliche di Jos (oggi arcidiocesi) e di Oturkpo (oggi diocesi di Makurdi).
Il 2 luglio 1962 la prefettura apostolica è stata elevata a diocesi con la bolla Christianae Reipublicae di papa Giovanni XXIII.
Il 3 febbraio 1995 ha ceduto una porzione del suo territorio a vantaggio dell'erezione della diocesi di Jalingo.

## Cronotassi dei vescovi
Si omettono i periodi di sede vacante non superiori ai 2 anni o non storicamente accertati.
- Patrick Joseph Dalton, O.S.A † (27 ottobre 1950 - 29 novembre 1969 deceduto)
- Patrick Francis Sheehan, O.S.A. † (21 settembre 1970 - 5 luglio 1996 nominato vicario apostolico di Kano)
- Christopher Shaman Abba † (5 luglio 1996 - 9 gennaio 2010 deceduto)
- Stephen Dami Mamza, dal 18 febbraio 2011

## Statistiche
La diocesi nel 2022 su una popolazione di 4.397.000 persone contava 203.000 battezzati, corrispondenti al 4,6% del totale.
| anno | popolazione | popolazione | popolazione | presbiteri | presbiteri | presbiteri | presbiteri                | diaconi | religiosi | religiosi | parrocchie |
| anno | battezzati  | totale      | %           | numero     | secolari   | regolari   | battezzati per presbitero | diaconi | uomini    | donne     | parrocchie |
| ---- | ----------- | ----------- | ----------- | ---------- | ---------- | ---------- | ------------------------- | ------- | --------- | --------- | ---------- |
| 1950 | 1.278       | 903.784     | 0,1         | 27         | 7          | 20         | 47                        |         |           | 3         | 7          |
| 1970 | 13.807      | 1.785.000   | 0,8         | 19         |            | 19         | 726                       |         | 19        | 10        |            |
| 1980 | 116.000     | 1.777.000   | 6,5         | 22         | 7          | 15         | 5.272                     |         | 17        | 13        |            |
| 1990 | 142.866     | 4.398.000   | 3,2         | 40         | 17         | 23         | 3.571                     |         | 30        | 24        | 31         |
| 1999 | 96.083      | 1.589.000   | 6,0         | 27         | 22         | 5          | 3.558                     |         | 11        | 22        | 21         |
| 2000 | 102.089     | 1.770.599   | 5,8         | 31         | 26         | 5          | 3.293                     |         | 10        | 22        | 21         |
| 2001 | 106.322     | 1.770.599   | 6,0         | 29         | 24         | 5          | 3.666                     |         | 9         | 18        | 22         |
| 2002 | 109.667     | 2.124.049   | 5,2         | 33         | 27         | 6          | 3.323                     |         | 17        | 18        | 23         |
| 2003 | 114.636     | 2.135.240   | 5,4         | 34         | 28         | 6          | 3.371                     |         | 16        | 18        | 24         |
| 2004 | 156.890     | 2.135.240   | 7,3         | 35         | 29         | 6          | 4.482                     |         | 16        | 22        | 24         |
| 2010 | 182.742     | 3.524.000   | 5,2         | 40         | 34         | 6          | 4.568                     |         | 18        | 26        | 28         |
| 2014 | 215.786     | 2.847.000   | 7,6         | 53         | 48         | 5          | 4.071                     |         | 15        | 18        | 34         |
| 2017 | 228.000     | 3.101.320   | 7,4         | 67         | 60         | 7          | 3.402                     |         | 14        | 20        | 34         |
| 2020 | 192.767     | 4.248.400   | 4,5         | 75         | 66         | 9          | 2.570                     |         | 10        | 25        | 39         |
| 2022 | 203.000     | 4.397.000   | 4,6         | 63         | 54         | 9          | 3.222                     |         | 37        | 27        | 100        |